# Distretto di Fernando Lores
Il distretto di Fernando Lores è uno dei tredici distretti della provincia di Maynas, in Perù. Si trova nella regione di Loreto e si estende su una superficie di 4.476,19 chilometri quadrati.
Istituito il 8 giugno 1936, ha per capitale la città di Tamshiyacu.